# New York-Scheinaster
Die New York-Scheinaster (Vernonia noveboracensis) ist eine Pflanzenart aus der Gattung der Scheinastern (Vernonia).

## Merkmale
Die New York-Scheinaster ist eine ausdauernde, krautige Pflanze, die Wuchshöhen von 1 bis 2 Meter erreicht. Die Pflanze bildet ein Rhizom. Die Blätter sind 10 bis 28 Zentimeter lang, 1,5 bis 6 Zentimeter breit, schmal lanzettlich und drüsig punktiert. Der Rand ist ganzrandig oder weist vorwärts gerichtete Zähne auf. Die Blattunterseite ist schwach behaart. Die Körbe bestehen aus 30 bis 55 Blüten. Die mehrkreisige Hülle ist 6 bis 10 Millimeter lang und breit. Die Hüllblätter besitzen einen lineal-fadenförmigen und schräg abstehenden Fortsatz. Die Blüten sind purpurn. Der borstige Pappus ist hellbraun bis blass purpurn.
Die Blütezeit reicht von August bis September.
Die Chromosomenzahl beträgt 2n = 18.

## Vorkommen
Die New York-Scheinaster kommt im warmen bis gemäßigten Osten der USA in nassen Tieflandwäldern, Sümpfen und auf Brachen vor.

## Nutzung
Die New York-Scheinaster wird selten als Zierpflanze für Naturgärten genutzt. Die Art ist seit spätestens 1710 in Kultur.